# Melocactus curvispinus
Melocactus curvispinus ist eine Pflanzenart in der Gattung Melocactus aus der Familie der Kakteengewächse (Cactaceae). Das Artepitheton curvispinus leitet sich von den lateinischen Worten curvus für ‚gebogen‘ sowie -spinus für ‚bedornt‘ ab.

## Beschreibung
Melocactus curvispinus wächst einzeln und hat niedergedrückt kugelförmige bis kurzzylindrische, hell bis dunkelgrüne, etwas glauke Triebe, die bei einem Durchmesser von 8 bis 27 Zentimeter eine Wuchshöhe von 6 bis 30 Zentimeter erreichen. Die 10 bis 16 Rippen sind spitz und werden manchmal etwas warzig. Die in ihren Kerben sitzenden Areolen sind etwas eingesunken. Von den aus den Areolen entspringenden, schmutzig weißen bis fast schwarzen Dornen sind einige gebogen. Die aufrechte, 1 bis 4 Mitteldornen, die auch fehlen können, werden 15 bis 52 Millimeter lang. Von den 6 bis 11 (selten mehr) Randdornen, die zwischen 3 und 42 Millimeter lang sind, ist der unterste am längsten. Aus dem mit einer Höhe von 3 bis 4 Zentimeter und einem Durchmesser von 7 bis 11 Zentimeter vergleichsweise kleinen Cephalium ragen rötlich-braune Borsten deutlich lang heraus.
Die aus dem Cephalium entstehenden und es um mehr als 10 Millimeter überragenden Blüten öffnen sich am späten Nachmittag. Sie sind dunkel- bis hellrosaviolett, 18 bis 43 Millimeter lang und haben einen Durchmesser von 10 bis 25 Millimeter. Die keulenförmigen, an der Basis etwas helleren Früchte sind rosafarben bis leuchtend rot bis tief magenta.

## Verbreitung, Systematik und Gefährdung
Das Verbreitungsgebiet von Melocactus curvispinus erstreckt sich von Mexiko bis in den Süden von Peru, von dort bis in den Nordosten von Kolumbien und Venezuela und schließt die Karibik mit ein.
Die Erstbeschreibung erfolgte 1837 durch Ludwig Georg Karl Pfeiffer.
Es werden die folgenden Unterarten unterschieden:
- Melocactus curvispinus subsp. curvispinus
- Melocactus curvispinus subsp. caesius (H.L.Wendl.) N.P.Taylor
- Melocactus curvispinus subsp. dawsonii (Bravo) N.P.Taylor
- Melocactus curvispinus subsp. koolwijkianus (Suringar) G.Thomson

Die Unterart curvispinus hat stark rückwärts gebogenen Randdornen von bis zu 28 Millimeter Länge und ist in Mexiko, Mittelamerika, Kolumbien und im Westen von Venezuela bis in Höhenlagen von 1500 Metern verbreitet. Die Unterart caesius hat nahezu aufrechte Randdornen oder Randdornen länger als 28 Millimeter und ist in der Karibik und den küstennahen Bereichen von Kolumbien und Venezuela bis in Höhenlagen von 700 Metern verbreitet. Die Unterart dawsonii kommt nur im mexikanischen Bundesstaat Jalisco vor.
Es gibt zahlreiche Synonyme, da die Art sehr variabel ist. Ein Synonym zur Unterart Melocactus curvispinus subsp. caesius ist Melocactus caesius H.L.Wendl. (1840).
In der Roten Liste gefährdeter Arten der IUCN wird die Art als „Least Concern (LC)“, d. h. als nicht gefährdet geführt.

## Nachweise